# Engystomops
Engystomops é um gênero de anfíbios da família Leptodactylidae.
As seguintes espécies são reconhecidas:
- Engystomops coloradorum (Cannatella & Duellman, 1984)
- Engystomops freibergi (Donoso-Barros, 1969)
- Engystomops guayaco (Ron, Coloma & Cannatella, 2005)
- Engystomops montubio (Ron, Cannatella & Coloma, 2004)
- Engystomops petersi Jiménez de la Espada, 1872
- Engystomops pustulatus (Shreve, 1941)
- Engystomops pustulosus (Cope, 1864)
- Engystomops puyango Ron, Toral, Rivera & Terán-Valdez, 2010[3]
- Engystomops randi (Ron, Cannatella & Coloma, 2004)